# Megastruktur

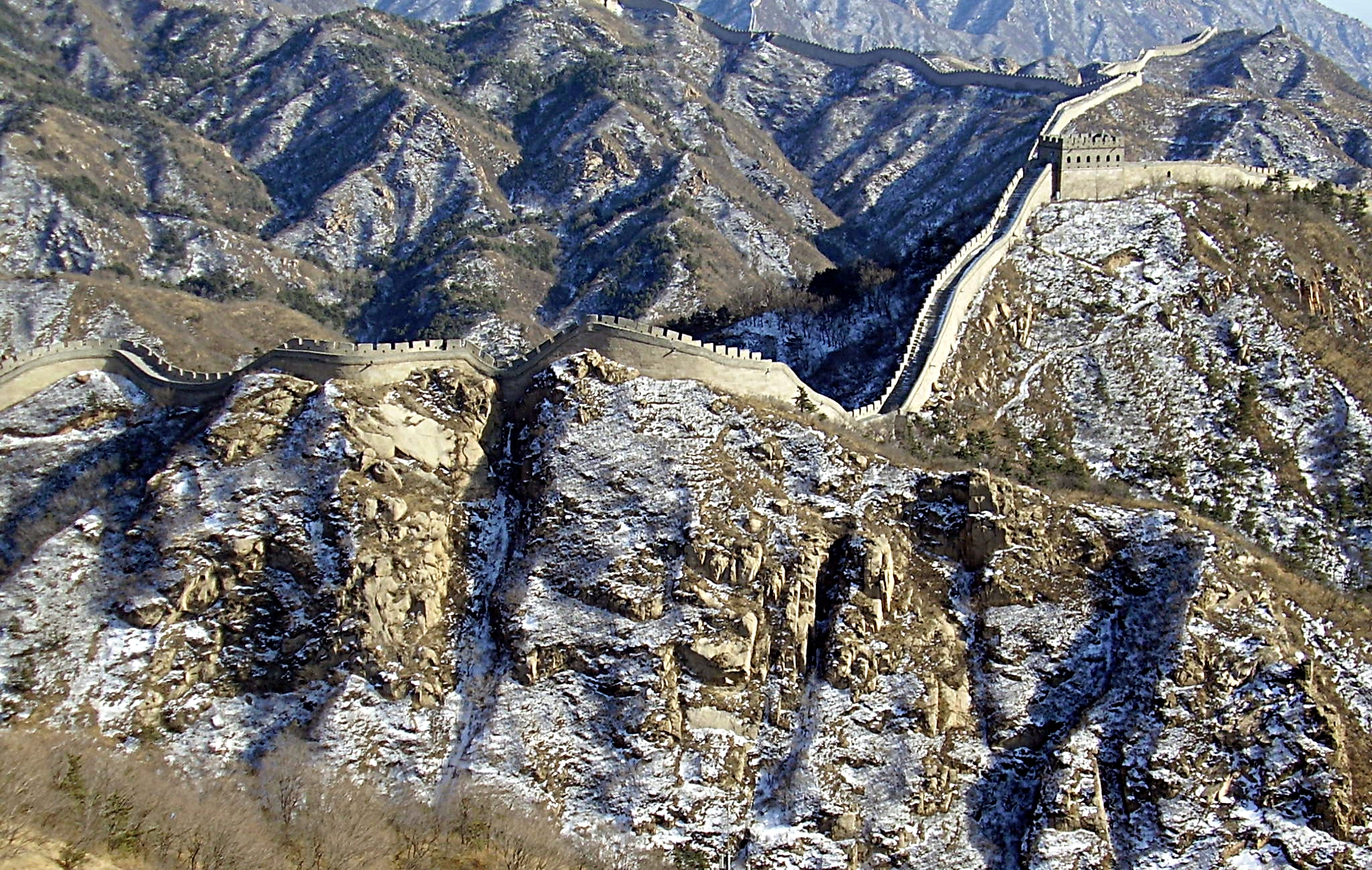
Chinesische Mauer

Eine Megastruktur (von englisch Megastructure) ist ein sehr großes künstliches Objekt, wobei die Grenzen, wie groß genau, nicht final definiert sind. Der Begriff wird gelegentlich auch für besonders große und hohe Gebäude oder Konstruktionen verwendet. Einige Quellen definieren eine Megastruktur als ein riesiges selbsttragendes künstliches Konstrukt. Die Produkte des Megascale Engineering (deutsch Megaskaligen Ingenieurswesen) oder Astroengineering sind Megastrukturen.
Die meisten Megastruktur-Entwürfe könnten mit dem heutigen Stand der industriellen Technik nicht gebaut werden. Das macht ihre Entwürfe zu Beispielen für Erkundungstechnik. Diejenigen, die gebaut werden könnten, qualifizieren sich leicht als Megaprojekte.
Megastrukturen sind auch ein architektonisches Konzept, das in den 1960er Jahren populär wurde und bei dem eine Stadt in einem einzigen Gebäude oder in einer relativ kleinen Anzahl von Gebäuden, die miteinander verbunden sind, untergebracht werden kann. Solche Arkologie-Konzepte sind in der Science-Fiction beliebt. Megastrukturen spielen oft eine Rolle in der Handlung oder am Schauplatz von Science-Fiction-Filmen und -Büchern, wie z. B. Rendezvous mit Rama von Arthur C. Clarke.
Der prototypische Entwurf einer Megastruktur war der „Plan für Tokio: 1960“ von Kenzo Tange. Eine riesige Struktur aus aufgeständerten Highways sollte die Bucht von Tokio überspannen. Daran sollten kammartig Wohngebiete andocken, in denen riesige Wohnhügel auf Plattformen über dem Wasser schweben sollten. In allen Teilen dieser neuen Stadt sollten die Funktionen auf verschiedenen Ebenen übereinandergeschichtet werden und so eine räumliche Architektur entstehen lassen. Die großen Struktern sollten längere Lebenszyklen haben, als die kleineren Wohnbauten.
Dieses Konzept aufgreifend  definierte Ralph Wilcoxen 1968 eine Megastruktur als ein strukturelles Gerüst, in das später Räume, Häuser oder andere kleine Gebäude installiert, deinstalliert und ersetzt werden können und das „unbegrenzt“ erweiterbar ist. Diese Art von Gerüst erlaubt es der Struktur, sich an die individuellen Wünsche ihrer Bewohner anzupassen, auch wenn sich diese Wünsche mit der Zeit ändern.
Viele Architekten haben in den 1960er Jahren solche Megastrukturen entworfen. Zu den bekannteren Architekten und Architektengruppen gehören die Metabolisten-Bewegung, Archigram, Cedric Price, Frei Otto, Constant Nieuwenhuys, Yona Friedman, Buckminster Fuller und Eckhard Schulze-Fielitz.

## Existierende Megastrukturen
Es existieren Strukturen, die als Megastrukturen betrachtet werden können, wie z. B.

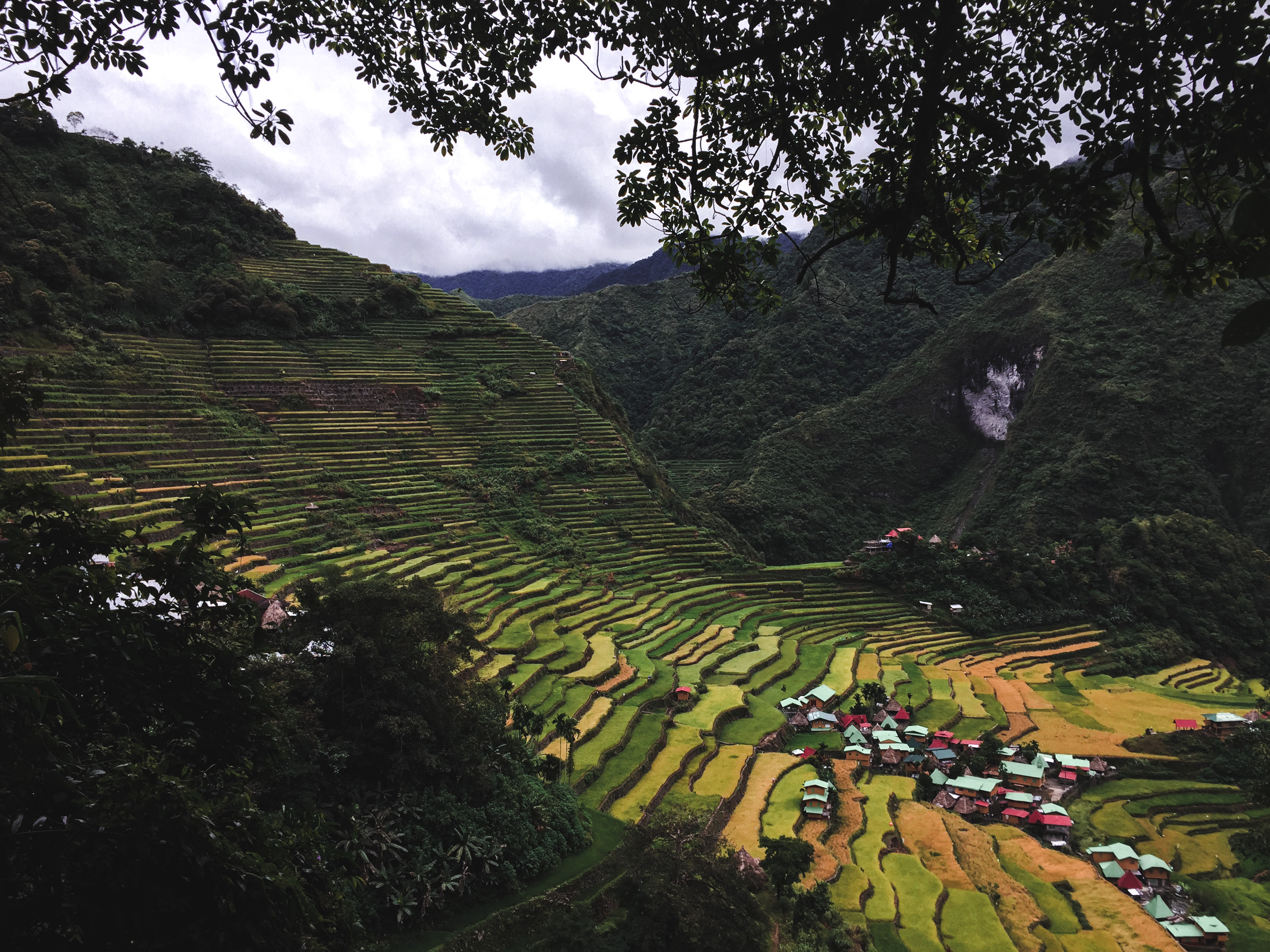
Reisterrassen der philippinischen Kordilleren

- Die Chinesische Mauer ist eine von Menschenhand erbaute Megastruktur, einige Meter breit, 6352 km lang und etwa 4.975.318 m² groß.[8]
- Die Reisterrassen der philippinischen Kordilleren, eine 10.360 Quadratkilometer große, landwirtschaftlich genutzte Landschaft, die vor 6000 bis 2000 Jahren von den freien Stämmen der Ifugao in die Berge eingearbeitet wurden.[9]
- Wolkenkratzer stellen den aktuellen Stand der Technik bei großen Bauwerken dar (Siehe Liste der höchsten Gebäude und Strukturen der Welt und Liste technischer Rekorde#Bauwerke).
- Der Large Hadron Collider (LHC), ein Teilchenbeschleuniger am Europäischen Kernforschungszentrum CERN bei Genf besteht u. a. aus einem großen Hadronen-Speicherring mit einem Umfang von 27 Kilometern.

Straßen- oder Eisenbahnnetze und Ansammlungen von Gebäuden (Städte und zugehörige Vororte) werden in der Regel nicht als Megastrukturen betrachtet, auch wenn sie häufig aufgrund ihrer Größe als solche gelten. Eine Ecumenopolis könnte jedoch in Frage kommen.

## Konzeptionelle Megastrukturen
- Atlantropa, ein hydroelektrischer Damm, der über die Straße von Gibraltar gebaut und mit dem der Wasserspiegel des Mittelmeers um bis zu 200 Meter abgesenkt werden sollte.
- “Trans-Global Highway”, ein Autobahnsystem, das alle sechs bewohnten Kontinente miteinander verbinden würde.
- “Cloud nine” ist Buckminster Fullers Vorschlag für eine Tensegrity-Kugel mit einem Radius von einer Meile, die so groß wäre, dass sie im Himmel schweben würde, wenn sie nur um ein Grad Celsius über der Umgebungstemperatur erwärmt würde, wodurch Lebensräume für Ministädte mit Tausenden von Menschen in jeder Cloud Nine entstünden. Fuller schlug auch ein maritimes Analogon vor, das aus einem hohlen, terrassenförmigen, schwimmenden Tetraeder aus Stahlbeton besteht, der eine Meile von Scheitelpunkt zu Scheitelpunkt misst und eine Bevölkerung von einer Million Menschen beherbergt, die in luftgestützten Wohnmodulen an der Außenseite leben, während die erforderliche Infrastruktur (Wasser, Strom, Kanalisation usw.) im Inneren zur Verfügung stünde. Die Module würden über standardisierte Versorgungsanschlüsse verfügen, so dass sie innerhalb von Minuten nach ihrer Ankunft vollständig bewohnbar wären und anschließend abgenommen und in andere solche Städte verlegt werden könnten.

## Theoretische Megastrukturen
Es wurde eine Reihe von theoretischen Strukturen vorgeschlagen, die als Megastrukturen betrachtet werden können.

### In stellarer Größe

Schnittdiagramm einer idealisierten Dyson-Schale – eine Variante von Dyson's ursprünglichem Konzept – mit einem Radius von 1 Astronomischen Einheit (AU)

Die meisten Vorschläge für Megastrukturen im stellaren Maßstab sind Entwürfe, die die Energie eines sonnenähnlichen Sterns nutzen und dabei möglicherweise noch Gravitation oder andere Eigenschaften bieten, die sie für eine fortgeschrittene Zivilisation attraktiv machen würden.
- Die Alderson-Scheibe ist eine theoretische Struktur in Form einer Scheibe, deren äußerer Radius der Umlaufbahn von Mars oder Jupiter entspricht und deren Dicke mehrere tausend Meilen beträgt. Eine Zivilisation könnte auf beiden Seiten der Scheibe leben, von der Schwerkraft gehalten werden und dennoch Sonnenlicht von einem Stern erhalten, der sich in der Mitte der Scheibe befindet. Um zu gewährleisten, dass der Stern alle Lebenzonen der Scheibe gleichmäßig bestrahlt, da es keinen Tag/Nacht-Zyklus, sondern nur eine ewige Dämmerung gibt, müsste man den Stern dazu zwingen innerhalb der Scheibe auf und ab zu schwanken, um erst die eine und dann die andere Seite zu beleuchten.[10]
- Eine Dyson-Sphäre (auch Dyson-Schale genannt) bezieht sich auf eine Struktur oder Masse von umlaufenden Objekten, die einen Stern vollständig umgibt, um dessen Sonnenenergie vollständig zu nutzen.
- Ein Matrjoschka-Gehirn ist eine Ansammlung von mehreren konzentrischen Dyson-Sphären, die die Energie der Sterne zum Rechnen nutzen.

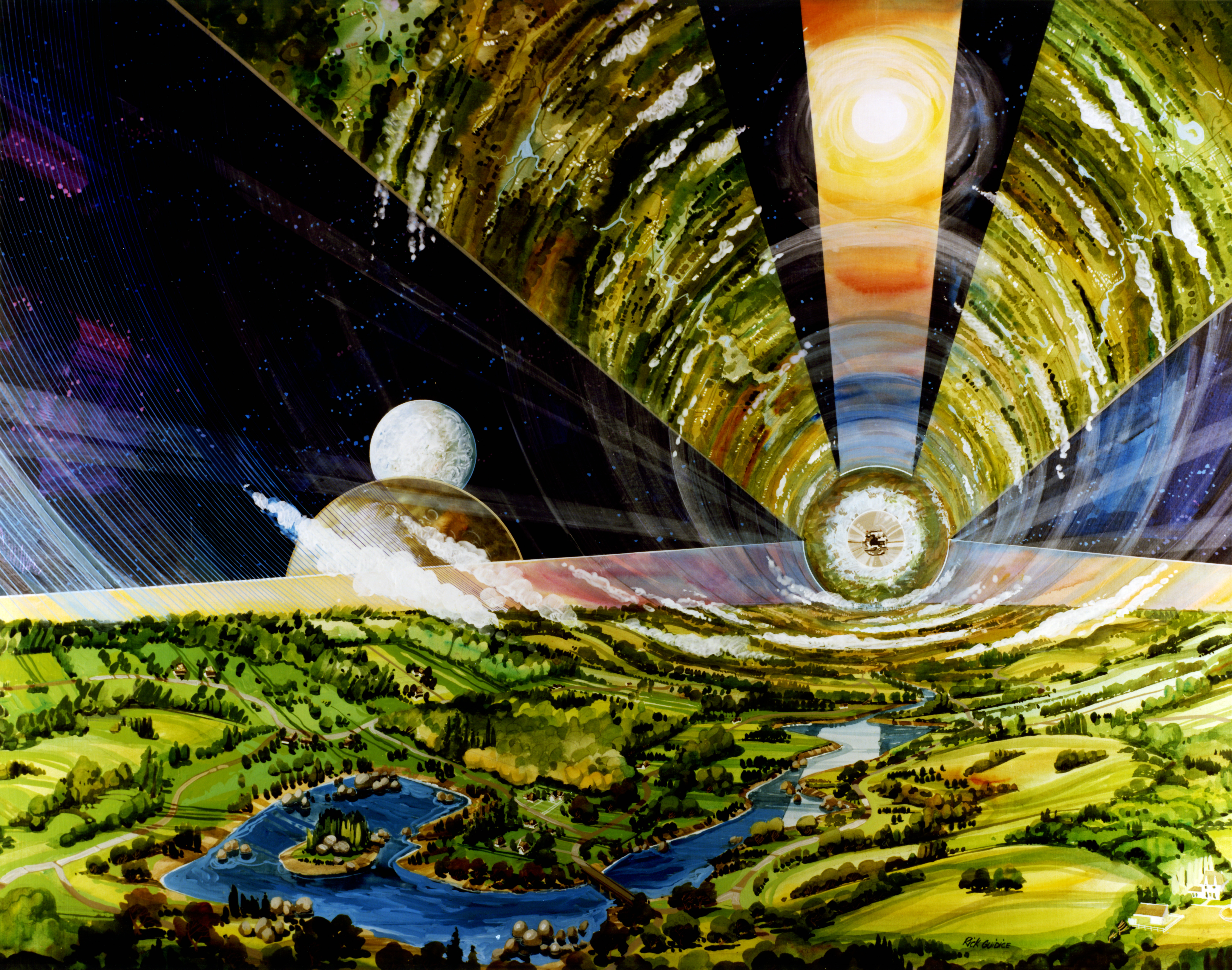
Innenansicht eines O’Neill-Zylinder-Raumhabitats, ähnlich einem kurzen Topopolis

- Ein Stellar-Triebwerk nutzt entweder den Temperaturunterschied zwischen einem Stern und dem interstellaren Raum zur Energiegewinnung oder dient als sogenanntes Shkadov-Triebwerk von (englisch Shkadov-Thruster).
- Ein Shkadov-Thruster beschleunigt einen ganzen Stern durch den Weltraum, indem er das Licht auf einer Seite selektiv reflektiert oder absorbiert.[11]
- Topopolis (auch bekannt als Cosmic Spaghetti) ist eine große Röhre, die rotiert, um künstliche Schwerkraft zu erzeugen.
- Eine “Ringwelt” (oder Niven-Ring) ist ein künstlicher Ring, der einen Stern umkreist und schneller als die Umlaufgeschwindigkeit rotiert, um künstliche Schwerkraft auf seiner inneren Oberfläche zu erzeugen. Eine nicht-rotierende Variante ist ein transparenter Ring aus atembarem Gas (Luft), der eine kontinuierliche Mikrogravitationsumgebung um einen Neutronenstern herum erzeugt, wie im gleichnamigen Roman “The Smoke Ring”.

Verwandte Strukturen, die zwar nicht als einzelne stellare Megastrukturen klassifiziert werden können, aber in einem ähnlichen Maßstab auftreten:
- Ein Dyson-Schwarm ist eine Dyson-Sphäre, die aus separat umlaufenden Elementen (einschließlich großer Habitate) besteht und nicht aus einer einzigen durchgehenden Hülle.
- Eine Dyson-Blase ist eine Dyson-Sphäre, in der die einzelnen Elemente “Statite” sind, nicht-orbitale Objekte, die durch den Druck des Sonnenlichts in der Luft gehalten werden. (Statite ist eine Wortbildung aus den Begriffen statisch und Satellite).

### In planetarer Größe

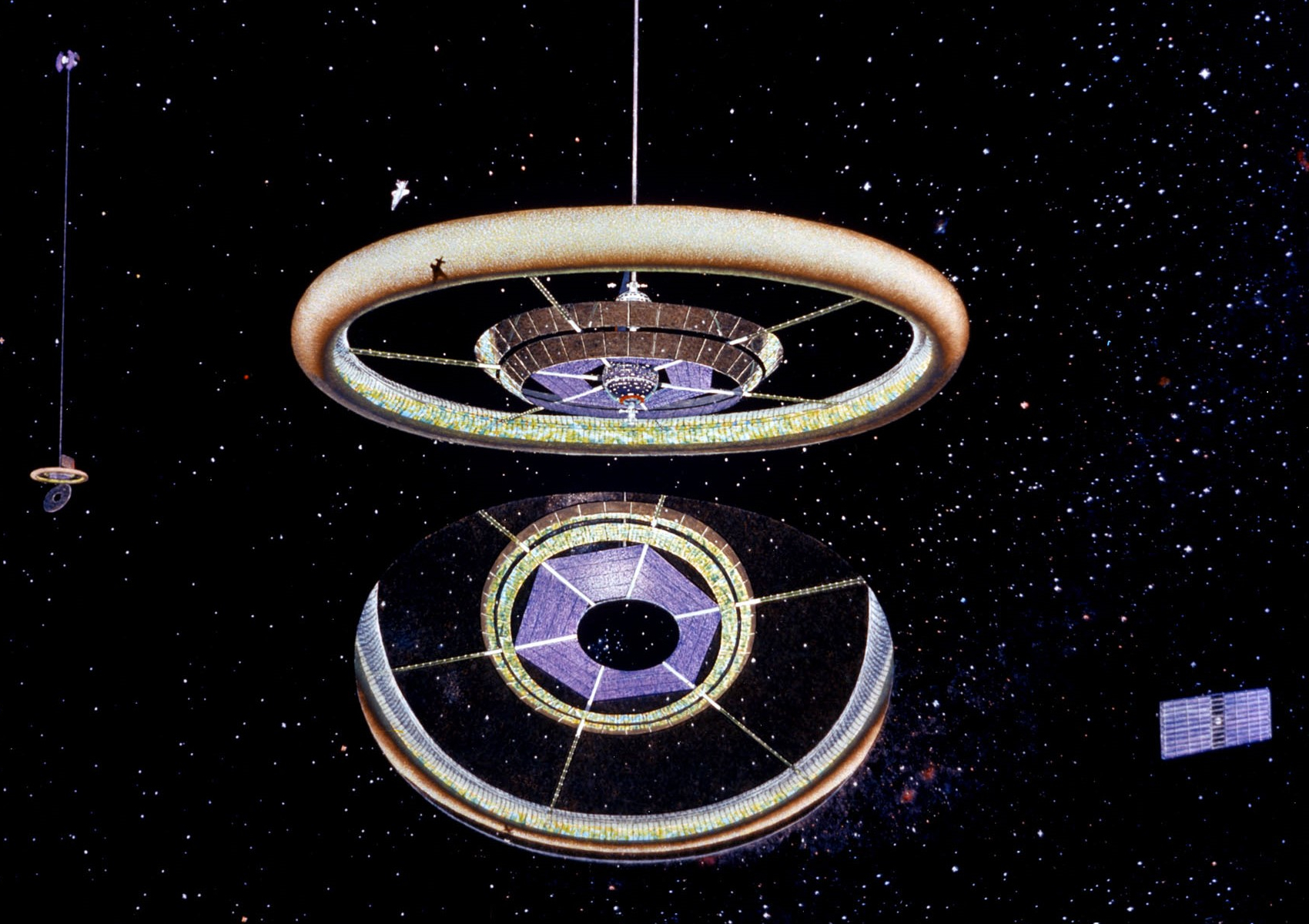
Außenansicht eines Stanford-Torus, darunter der nicht drehende Solarhauptspiegel, der Sonnenlicht auf den bevölkerten Außenring wirft, Gemälde von Donald E. Davis

- Ein Bishop-Ring,[12] “Halo”[13][14] oder “Orbital” ist eine Art hypothetisches rotierendes Weltraumhabitat, das ursprünglich 1997 von Forrest Bishop vom “Institute of Atomic-Scale Engineering” vorgeschlagen wurde, das einem Niven-Ring ähnelt, aber viel kleiner ist als dieser. Anstatt um einen Stern zentriert zu sein, befindet er sich in einer Umlaufbahn um den Stern und sein Durchmesser liegt typischerweise in der Größenordnung eines Planeten. Durch die Neigung des Rings relativ zu seiner Umlaufbahn würde die innere Oberfläche einen fast konventionellen Tag- und Nachtzyklus erfahren. Aufgrund seiner enormen Ausmaße müsste das Habitat nicht wie der Stanford-Torus vollständig umschlossen sein, stattdessen würde seine Atmosphäre nur durch die zentripetale Schwerkraft und die Seitenwände aufrechterhalten werden, was einen offenen Himmel ermöglicht.
- Globus Cassus ist ein hypothetisches vorgeschlagenes Projekt für die Umwandlung des Planeten Erde in eine viel größere, hohle, künstliche Welt mit der Ökosphäre auf seiner inneren Oberfläche. Dieses Modell dient als Werkzeug, um die realen Funktionsprozesse der Welt zu verstehen.
- Schalenwelten oder “Para-Terraforming” sind aufgeblasene Schalen, die Luft unter hohem Druck um eine ansonsten luftlose Welt halten, um eine atembare Atmosphäre zu schaffen. Der Druck der enthaltenen Luft unterstützt das Gewicht der Schale.[15]
- Vollständig hohle Schalenwelten können auch in planetarischem oder größerem Maßstab allein durch eingeschlossenes Gas geschaffen werden, auch “Gravitationsballons” genannt, solange der Außendruck des eingeschlossenen Gases die Gravitationskontraktion der gesamten Struktur ausgleicht, was zu keiner Nettokraft auf die Schale führt. Der Maßstab ist nur durch die Masse des eingeschlossenen Gases begrenzt, die Hülle kann aus jedem beliebigen weltlichen Material bestehen. Die Schale kann eine zusätzliche Atmosphäre auf der Außenseite haben.[16][17]
- Der Begriff Megastrukturen in planetarer Größe kann sich auch auf Planeten beziehen, die das sogenannte Terraforming durchlaufen haben oder auf künstliche Planeten mit mehreren konzentrischen Schichten.

### Orbitale Megastrukturen
- Ein Orbitaler Ring ist ein dynamisch erhöhter Ring um die Erde, der mit einer Winkelgeschwindigkeit rotiert, die schneller ist als die Orbitalgeschwindigkeit in dieser Höhe. Stationäre Plattformen können von der überschüssigen Zentripetalbeschleunigung des Super-Orbitalrings getragen werden (im Prinzip ähnlich wie bei einer Lofstrom-Schlaufe) und stationären Plattformen könnten von Space Tether (deutsch [Welt]-Raum-Spannseilen) getragen werden.

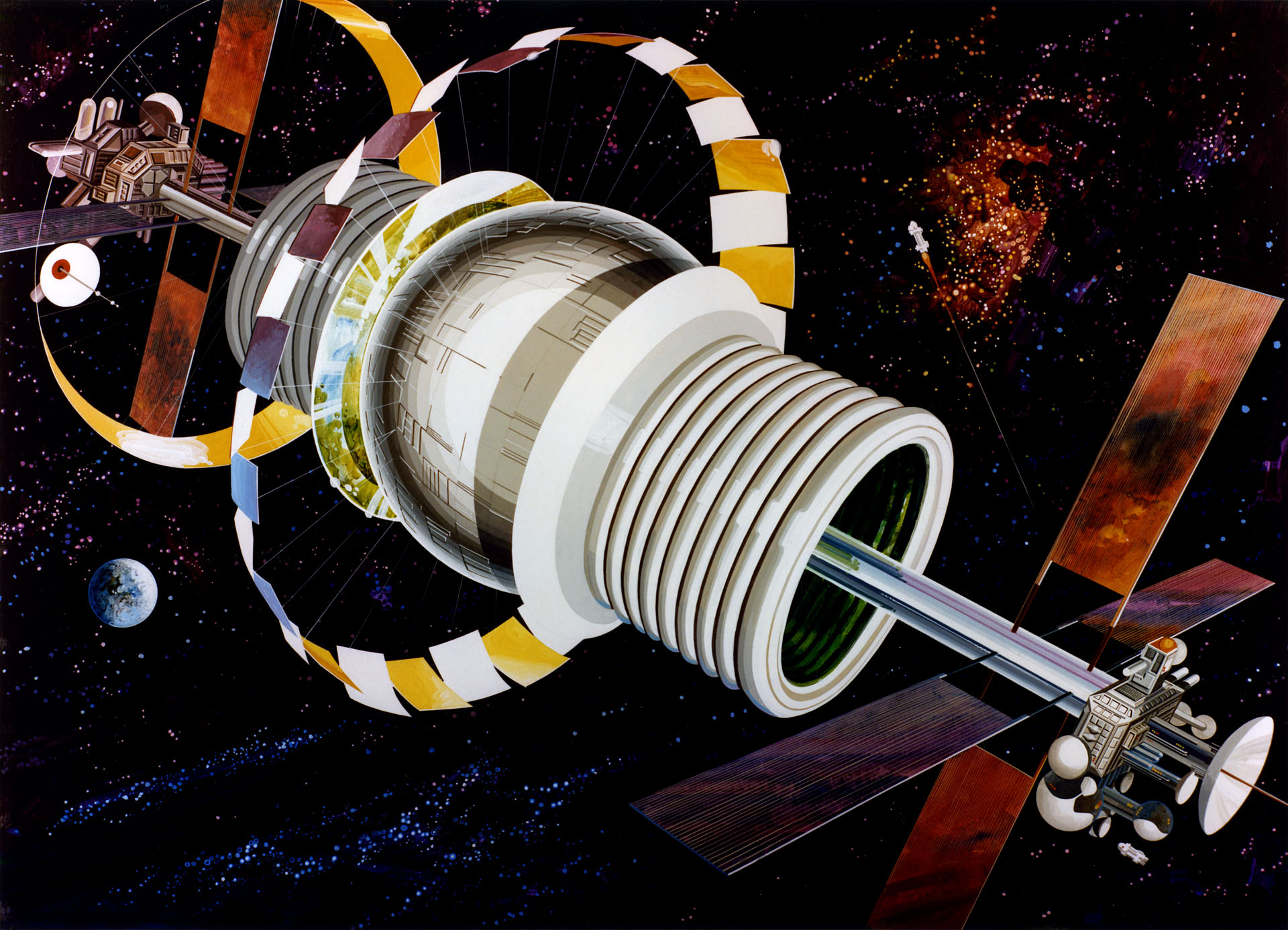
NASA-Entwurf einer Bernal-Sphäre aus den 1970er-Jahren

- Die Bernal-Sphäre ist ein Vorschlag für eine Weltraumkolonie in Form einer zylindrischen Hohlkörperkonstruktion mit einem maximalen Durchmesser von 16 Kilometern,[18] ausgelegt für die Aufnahme von 20.000 bis 30.000 Menschen.
- Rotierende Raumstationen, wie der Stanford-Torus, sind radartige Raumstationen, die durch Rotation künstliche Schwerkraft erzeugen. Typische Entwürfe beinhalten Transportspeichen zu einer zentralen Nabe, die für das Andocken und/oder der Erforschung der Mikrogravitation dienen.
- Die verwandten Konzepte, O’Neill- und McKendree-Zylinder, sind beide Paare von gegenläufig rotierenden Zylindern, die bewohnbare Bereiche im Inneren enthalten und durch Zentripetalbeschleunigung 1 g auf ihren Innenflächen erzeugen. Der Maßstab jedes Konzepts ergab sich aus der Abschätzung des größten 1 g-Zylinders, der aus Stahl (O’Neill) oder kohlenstofffaserverstärktem Kunststoff (McKendree) gebaut werden könnte.[19][20][21]
- Ausgehöhlte Asteroiden (oder “Bubble-Welten”[22][23] und “Terraria”[24]) werden für eine simulierte Schwerkraft um ihre Achse gedreht und mit Luft gefüllt, so dass sie im Inneren bewohnt werden können. In einigen Konzepten wird der Asteroid zu geschmolzenem Gestein erhitzt und in seine endgültige Form aufgeblasen.[25][26]

### Transorbitale Megastrukturen

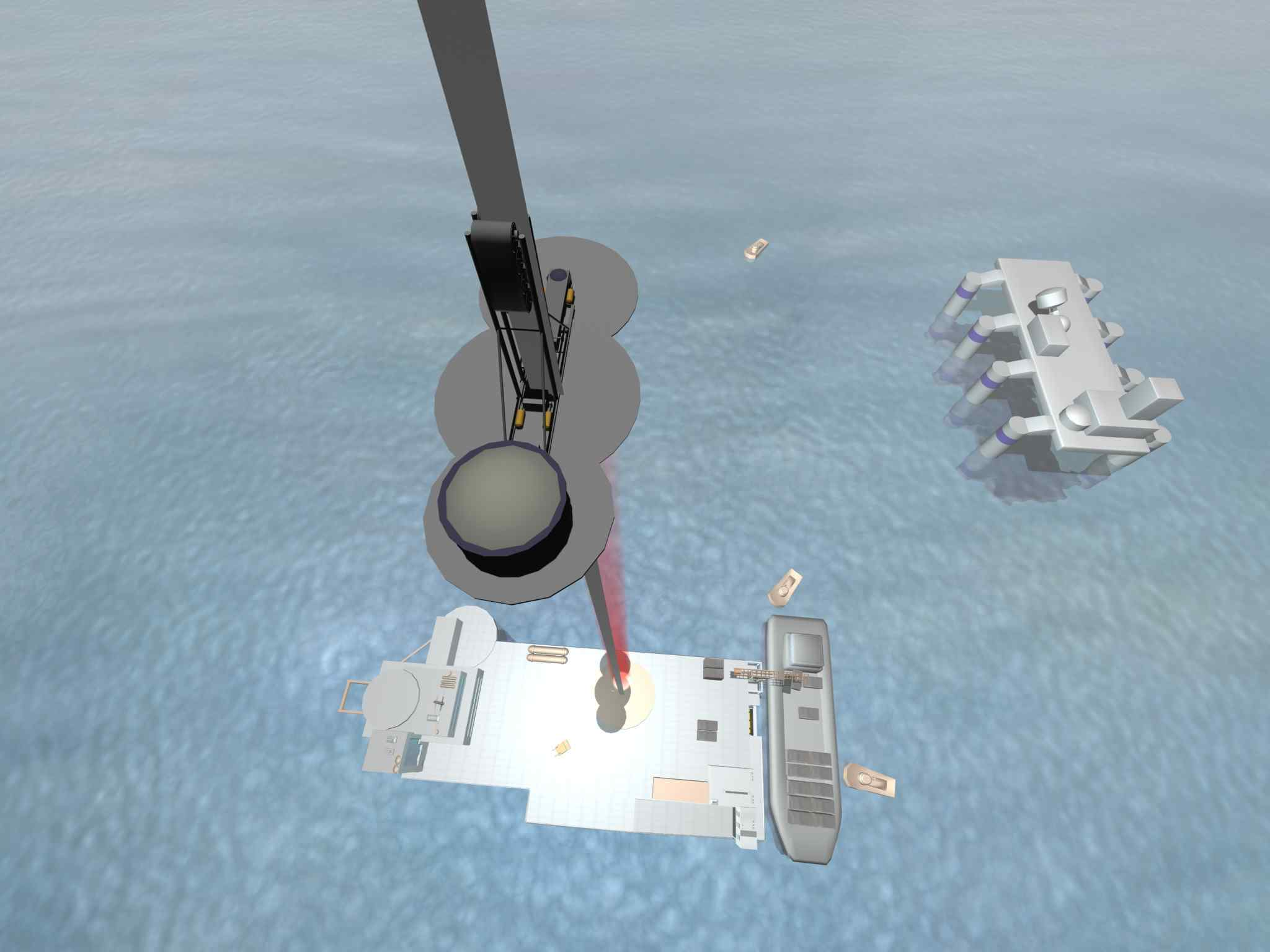
Ein Konzept für den Weltraumlift (-Fahrstuhl) sieht vor, dass er an eine mobile, seegängige Plattform angebunden wird.

- Ein “Skyhook” ist ein sehr langes Halteseil, das aus der Umlaufbahn herabhängt.
- Ein Weltraumlift ist ein am Boden befestigtes Halteseil, das über die geostationäre Orbitalhöhe hinausreicht, so dass die Zentripetalkraft die Gravitationskraft übersteigt und die Struktur unter leichter Spannung nach außen steht.
- Eine “Weltraumfontäne” (englisch Space fountain) ist eine dynamisch unterstützte Struktur, die durch den Schwung von Massen hochgehalten wird, die mit hohen Geschwindigkeiten vom Boden aus nach oben geschossen werden.
- Ein “Launch-Loop” (oder Lofstrom-Schlaufe) ist ein dynamisch unterstütztes, 2000 km langes zirkulierendes Kabel, das in einem Bogen bis zu 80 km nach oben bis in die Mesosphäre ragt und von Magnetschwebebahnen befahren werden, während sie dabei die Orbitalgeschwindigkeit erreichen.

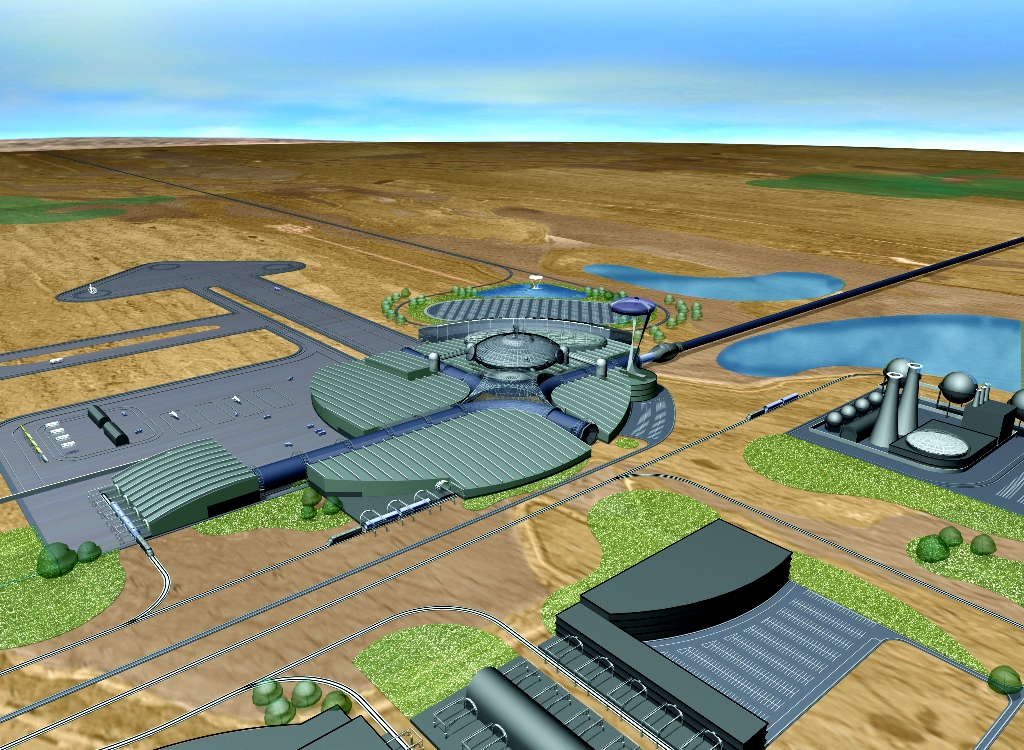
Hypothetischer StarTram-Raumflughafen. Die Startröhre erstreckt sich in die Ferne nach Osten auf der rechten Seite (und biegt schließlich viele Kilometer entfernt nach oben), neben dem Kraftwerk, das den Supraleitenden Magnetischen Energiespeicher (SMES) auflädt. Reusable Launch Vehicle RLVs kehren zur Landung auf der Startbahn zurück.

- “StarTram” ist ein vorgeschlagenes Weltraumstartsystem, das durch Magnetschwebebahnen angetrieben wird. Die anfängliche Anlage des “Generation-1-Systems” würde nur Fracht transportieren und zwar von einem Berggipfel in einer Höhe von 3 bis 7 Kilometern mit einer evakuierten Röhre, die auf dem lokalen Oberflächenniveau verbleibt; es heißt, dass damit jährlich etwa 150.000 Tonnen in die Umlaufbahn gehoben werden könnten. Für das “Generation-2-System” für Passagiere wäre eine fortschrittlichere Technologie erforderlich, mit einer längeren Bahn, die sich stattdessen an ihrem Ende allmählich nach oben in die dünnere Luft in 22 Kilometern Höhe wölbt, unterstützt durch Magnetschwebetechnik, die die g-Kräfte reduziert, wenn jede Kapsel aus der Vakuumröhre in die Atmosphäre übergeht. In einer “SPESIF”-Präsentation von 2010[27] hieß es, dass Generation 1 bis zum Jahr 2020 oder später fertiggestellt werden könnte, wenn die Finanzierung im Jahr 2010 beginnt und Generation 2 bis 2030 oder später.[28]
- Ein “Rotovator” ist ein rotierendes Halteseil, bei dem sich die untere Spitze in die entgegengesetzte Richtung zur Umlaufgeschwindigkeit des Halteseils bewegt, wodurch der Geschwindigkeitsunterschied zum Boden und damit die Geschwindigkeit des Rendezvous reduziert wird; die obere Spitze bewegt sich ebenfalls mit einer höheren Geschwindigkeit als die Umlaufgeschwindigkeit, was einen antriebslosen Transfer zwischen den Umlaufbahnen ermöglicht. Um eine luftlose Welt, wie den Mond, kann die untere Spitze tatsächlich den Boden mit einer horizontalen Geschwindigkeit von Null berühren.[29] Wie bei jedem Impulsaustausch-Seil wird beim Transfer orbitale Energie gewonnen oder verloren.

## Fiktional
In der Fiktion sind eine Reihe von Strukturen erschienen, die als Megastrukturen betrachtet werden können.

### Fiktive stellare Megastrukturen
- Die Dyson-Schale ist in vielen Werken der Fiktion erschienen, einschließlich des Star Trek Universums.
- Larry Nivens Romanreihe aus dem Jahr 1970, die mit “Ringworld” begann, drehte sich um das Konzept einer “Ringwelt” oder des “Niven-Rings” und entwickelte es weiter. Eine Ringwelt ist ein künstlicher Ring mit einem Radius, der ungefähr dem Radius der Erdumlaufbahn (1 Astronomische Einheit (AE)) entspricht. In der Mitte befindet sich ein Stern und der Ring dreht sich, um g-Kräfte zu erzeugen, mit inneren Wänden, um die Atmosphäre einzuschließen. Die Struktur ist instabil und erforderte vom Autor, in späteren Romanen, die auf ihr spielen, Umgehungslösungen einzubauen.
- Im Manga Blame! ist die Megastruktur ein riesiger und chaotischer Komplex aus Metall, Beton, Stein usw., der die Erde bedeckt und den Mond assimiliert und sich schließlich zu einem Volumen ausdehnt, das größer ist als die Umlaufbahn des Jupiters.
- In “White Light” von William Barton und Michael Capobianco wird ein Topopolis als das gesamte Universum übernehmend dargestellt.
- In den “Heechee”-Büchern von Frederik Pohl hat die Rasse der reinen Energiewesen namens “The Foe” den “Kugelblitz” konstruiert, ein Schwarzes Loch, das aus Energie und nicht aus Materie besteht.
- In der “Xeelee”-Buchreihe von Stephen Baxter hat die gleichnamige Alien-Rasse einen Ring konstruiert, eine Megastruktur aus kosmischen Strings, die sich über 10 Millionen Lichtjahre erstreckt.
- Der Roman “Wall Around a Star” aus der “Saga of Cuckoo” erwähnt den Vorschlag, eine Super-Dyson-Sphäre zu bauen, die das galaktische Zentrum vollständig umschließt.
- Der Titel des Romans “Helix” von Eric Brown bezieht sich direkt auf eine stellare spiralförmige Megastruktur. Verschiedene Arten von Umgebungen und Lebensräumen sind entlang der Struktur eingestreut, während ihre unterschiedliche Entfernung vom Zentralstern das Klima beeinflusst.
- Die “Quarg” im Spiel “Endless Sky” werden gezeigt, wie sie einen massiven Ring um einen ihrer Sterne bauen, der höchstwahrscheinlich etwa eine astronomische Einheit (AE) im Durchmesser hat. Eine fertige Version davon ist auch an einem anderen Ort zu finden.
- In “Space Empires 4 und 5” kann der Spieler Sphärenwelten und Ringwelten um Sterne herum errichten.
- In der Utopia-Erweiterung für das 4X-Globalstrategiespiel Stellaris kann der Spieler sowohl Ringwelten als auch Dyson-Sphären um Sterne herum errichten.
- Die Buuthandi der F'Sherl-Ganni im Webcomic Schlock Mercenary sind Dyson-Blasen.
- In Dennis E. Taylors Roman “Heaven's River” aus dem Jahr 2020 wird ein Topopolis-Habitat um ein außerirdisches System errichtet, wobei verschiedene Segmente der Struktur ein künstliches Klima und Wetter aufweisen.
- Im Film „Moonfall“ von Roland Emmerich aus dem Jahr 2022 finden Astronauten heraus, dass es sich bei dem Mond, welcher die Erde umkreist, um eine Megastruktur handelt, die von einer Künstlichen Intelligenz gesteuert wird.

### Fiktive planetare und orbitale Megastrukturen
- Verschiedene Strukturen aus dem fiktiven Halo-Universum:
  - Die ursprünglichen zwölf Halo-Megastrukturen, die in Halo: Cryptum zu sehen waren, hatten einen Durchmesser von 30.000 km; eine separate Anordnung von sechs Halos hat einen Durchmesser von 10.000 km, wobei einer der ursprünglichen zwölf später in Halo: Primordium auf diese Größe reduziert wurde.
  - Die “Arche” (englisch Ark) ist eine Struktur mit 127.530 km Durchmesser, von der aus das Halo-Array aktiviert werden kann und die in der Lage ist, 10.000 km Halos zu erzeugen. Die “größere” Arche, die in Cryptum und Primordium zu sehen ist, ist in der Lage, 30.000 km Halos zu erzeugen.
  - “Onyx” ist ein künstlicher Planet, der vollständig aus Forerunner Sentinels (fortgeschrittenen Replikationsroboter) besteht. In seinem Kern befindet sich eine “Schildwelt”, die im Slipstream-Raum[30] liegt und einen Durchmesser von etwa einer astronomischen Einheit hat. Die viel kleinere Schildwelt 0459 (ca. 1400 km Durchmesser) ist der Schauplatz der zweiten Hälfte von Halo Wars. Eine dritte Schildwelt, Requiem, ist der primäre Schauplatz von Halo 4. “Requiem” ist ein künstlicher hohler Planet, der in einer Art Dyson-Sphäre eingeschlossen ist.
  - High Charity, die mobile Covenant's Planetoidstation.
- Die beiden Todessterne von Star Wars – Krieg der Sterne und Die Rückkehr der Jedi-Ritter sowie die Starkiller-Base aus Star Wars: Das Erwachen der Macht
- In den Doctor-Who-Folgen Die gestohlene Erde und Journey's End wird eine planetengroße Raumstation namens “The Crucible” (deutsch Der Schmelztiegel) von den “Daleks”, einer völkermordenden außerirdischen Rasse, gebaut, die eine Realitätsbombe ermöglicht, eine Waffe, die das gesamte Multiversum aus der Existenz löschen soll. Der Schmelztiegel enthielt auch genug Daleks, um das Universum, in dem sie sich befanden, auch ohne die Bombe abzuschlachten, so der Doctor.[31]
- In Sonic Adventure 2 und Shadow The Hedgehog ist die Eclipse Cannon eine planetenzerstörende Massenvernichtungswaffe, die in der Arche der Weltraumkolonie eingebaut ist.
- Buster Machine III von Gunbuster.
- In der fiktiven Gesellschaftsutopie Die Kultur (englisch The Culture) lebt ein Großteil der Bevölkerung auf “Orbitalen”, riesigen künstlichen Welten, die Milliarden von Menschen beherbergen können.
- Im Computer Generated Imagery (CGI)-Anime-Film Space Pirate Captain Harlock von 2013 ist der Jovian Accelerator (englisch Jovian Beschleuniger) eine uralte, dem Todesstern ähnliche Massenvernichtungswaffe, die Energie aus der Jupiter-Atmosphäre nutzt, um einen großen Strahl intensiven Lichts zu erzeugen, der stark genug ist, um einen ganzen Planeten zu zerstören.
- Sidonia ist das Hauptschiff und die Heimat von Millionen von Menschen, 1000 Jahre in der Zukunft in der Manga- und Anime-Serie Knights of Sidonia, entstanden nach der Zerstörung der Erde zusammen mit anderen unbenannten Saatschiffen.[32]
- Trantor, die Hauptstadt eines interstellaren Imperiums in Isaac Asimovs Foundation-Zyklus, ist Ecumenopolis ein Planet, der vollständig von einem riesigen metallverkleideten Gebäude bedeckt ist, mit nur einer kleinen Grünfläche: dem Palastgelände des Imperators.
- Coruscant, die Hauptstadt im Star-Wars-Universum, bedeckt ihren Heimatplaneten vollständig. Sie dient als Hauptstadt zunächst der Republik und später des Ersten Galaktischen Imperiums.
- Die Galaxy Gun, zu deutsch Galaxisgeschütz aus dem Star-Wars-Universum, eine große Raumstation, die dafür ausgelegt ist, ganze Planeten quer durch die Galaxie zu zerstören, könnte als Megastruktur betrachtet werden, da sie mehr als sieben Kilometer lang ist.
- Die Centerpoint Station aus dem Star-Wars-Universum ist eine 350 km große kugelförmige Raumstation am Lagrange-Punkt zwischen den Planeten “Talus” und “Tralus” im Corellia-System. Es handelte sich um einen gigantischen und uralten Hyperraum-Traktorstrahl, mit dem eine uralte Rasse, die sogenannten Celestials, das Corellia-Sternensystem erschufen. Mit Hilfe des Traktorstrahls konnten ganze Planeten durch den Hyperraum bewegt und in ihre eigentlichen Bahnen um den Zentralstern gebracht werden. Andererseits konnte die gleiche Technologie als Waffe eingesetzt werden, um selbst Sterne zu zerstören. Im Inneren der Hauptsphäre befand sich ein riesiger Lebensraum namens Hollowtown, in dem viele Menschen ähnlich wie im Inneren einer Dyson-Sphäre lebten.
- Das Ori-Supergate (ein Wurmloch), das in einigen Episoden von Stargate SG-1 zu sehen ist, könnte als Megastruktur eingestuft werden.
- In der Romanreihe Per Anhalter durch die Galaxis waren die Erde sowie andere Planeten künstliche Megastrukturen. Die Erde sollte wie ein gigantischer Computer funktionieren und wurde von einer Rasse von Wesen erbaut, die ihren Lebensunterhalt mit der Herstellung anderer Planeten verdienten.
- Die Star Forge deutsch Sternenschmiede aus Star Wars: Knights of the Old Republic.
- Mata-Nui ist ein Baukasten aus dem Lego-BIONICLE-Franchise, der als Megastruktur zu klassifizieren ist. In der Geschichte ist er ein massiver Roboter, so groß wie ein Planet und in seinem Körper leben alle Bewohner des BIONICLE-Universums (“Matoran”, “Toa” usw.), ohne zu wissen, dass sie in einem massiven, raumfahrenden Gebilde leben.
- In den Robotech Sentinels-Romanen ist “Haydon IV” ein künstlich konstruierter Cyber-Planet mit androiden Bürgern.
- In der Invader Zim-Episode Planet Jackers umgeben zwei Aliens die Erde mit einem falschen Himmel, um sie in ihre Sonne zu werfen.
- Nightmare's Festung aus Kirby: Right Back at Ya! kann als Megastruktur eingestuft werden, da sie die Größe eines kleinen Planeten hat.
- In mehreren Werken schreibt Arthur C. Clarke über eine kolossale hohle Röhre, die erstmals in Rendezvous mit Rama (1973) beschrieben wurde und von verschiedenen Rassen bewohnt wird.
- Die Zitadelle im Mass Effect-Universum ist eine riesige Raumstation, die von einer uralten Rasse von Maschinen, den “Reapern”, Millionen von Jahren vor den Spielen der Serie erbaut wurde. Zum Zeitpunkt von Mass Effect 2 beträgt ihre Bevölkerung 13,2 Millionen.
- Im Spiel Airforce Delta Strike wird ein großer Weltraumaufzug namens “Chiron Lift” verwendet, um Vorräte in den Weltraum zu transportieren.
- In der Warhammer 40.000-Serie könnte der Imperiale Palast (Standort des “Goldenen Throns”, in dem der Imperator der Menschheit auf unbestimmte Zeit am Leben gehalten wird) als Megastruktur betrachtet werden. Der Palast ist ein Komplex aus kontinentweiten Strukturen, wobei sich der Goldene Thron in einem Bereich befindet, der sich über das gesamte Himalaya-Gebirge erstreckt.
- Im Film Elysium beherbergt eine Luxus-Raumstation ein sogenannter O’Neill-Zylinder namens Elysium die wohlhabende Bevölkerung der menschlichen Spezies.[33]
- Große rotierende Raumstationen sind ein fester Bestandteil der Science-Fiction, darunter Arthur C. Clarke's Roman 2001: Odyssee im Weltraum, die Kampfschule aus Ender's Game und das gleichnamige Babylon 5.
- Ausgehöhlte Asteroiden kommen in verschiedenen Romanen vor, z. B. in Kim Stanley Robinson's Roman 2312, Larry Nivens Known Space und bei Science-Fiction Autoren des “Goldenen Zeitalters” wie Arthur C. Clarke und Issac Asimov, sowie in der Fernsehserie Raumschiff Enterprise in der Folge Nummer 63 Der verirrte Planet des Volkes der Fabrini.